# Mauricio Gómez Bull
Mauricio Ricardo Gómez Bull es un periodista, militante y político argentino, miembro del Concejo Deliberante de la ciudad de Río Gallegos entre los años 2007 y 2011 y diputado provincial de Santa Cruz, electo para ocupar dicho escaño en las elecciones  provinciales del año 2011.
Gómez Bull es referente de la agrupación política La Cámpora y dirigente del Partido Justicialista. Con estos antecedentes, el 23 de junio de 2013 fue oficializado como primer candidato a diputado nacional en la lista del Frente para la Victoria, de cara a las elecciones legislativas del año 2013. En las primarias previas a dichos comicios, la lista encabeza por Gómez Bull obtuvo el 23,94% de los votos válidos, siendo de esta manera la segunda fórmula con más votos en la provincia, asimismo superando a la coalición del gobernador Daniel Peralta.

## Trayectoria política
Mauricio Gómez Bull tiene sus inicios en la labor social, desarrollando escuelas de básquetbol para niños en la provincia de Santa Cruz. En este proyecto, ha llegado a nuclear a más de 500 chicos en el Club San Miguel de Río Gallegos, en el sentido de fomentar la inclusión social mediante la práctica deportiva. No obstante, fue en la política donde Gómez Bull encontró las herramientas para lograr llevar a cabo las transformaciones sociales que perseguía, por lo que pasó a militar en la agrupación política La Cámpora.Desde joven practicó el básquet y estuvo en la organización de Running en Santa Cruz. Tras haber trabajado en la Asociación de Básquet de Río Gallegos incursionó en la política.
En las elecciones generales del año 2007, Mauricio Gómez Bull fue elegido para el Concejo Deliberante de la ciudad de Río Gallegos, banca que ocupó hasta finalizar su mandato en el año 2011. Ese mismo año fue nuevamente electo, ahora para asumir un escaño de diputado provincial por la provincia de Santa Cruz. En la Cámara de Diputados provincial se mantuvo hasta ser oficializado, el 23 de junio de 2013, como primer candidato a diputado nacional en la lista del Frente para la Victoria, de cara a las elecciones legislativas del año 2013.Durante su gestión trabajó en temas referidos a la salud impulsando novedosas leyes para la época como la incorporación de la vacuna contra el HPV al calendario nacional de vacunación ocurrida en 2014,la sanción de una ley de celiaquía, y un cooproyecto de legalización del aborto y la Ley de Obesidad que estableció la cobertura total por parte de las obras sociales de la cirugía bariátrica y tratamientos para personas con sobrepeso mórbido
En las elecciones primarias realizadas el 11 de agosto de 2013, la lista encabezada por Mauricio Gómez Bull se ubicó como la segunda más votada, obteniendo el 23,94% de los votos válidos. Ambas listas superaron al gobernador de la provincia, Daniel Peralta, quien obtuvo solamente el 21,40% y terminó ubicado en un sorpresivo tercer lugar. Gómez Bull consideró que estos resultados suponían un triunfo, pues su objetivo declarado había sido recuperar bancas en el Congreso Nacional para el kirchnerismo. En ese sentido, al conocer los resultados, afirmó que lo veía «como un triunfo porque sabemos que debemos recuperar bancas que respondan al proyecto nacional y popular y eso es lo único que estamos midiendo hoy, queremos manos en el Congreso para Cristina que la necesitamos».
En el aspecto ideológico, desde su trabajo con niños y jóvenes hasta su militancia en La Cámpora, Gómez Bull sostiene que «el peronismo siempre ha privilegiado a la niñez, reconociendo sus derechos a la educación, a la salud, a una vivienda digna y a poder manifestarse en libertad de jugar y vivir su infancia plenamente protegiéndolos de cualquier tipo de abuso o trabajo a través de leyes que así lo determinan», por lo que se adscribe a ese movimiento a través del kirchnerismo.